# Microplexia bicostata
Microplexia bicostata là một loài bướm đêm trong họ Noctuidae.